# Ugarci (Bośnia i Hercegowina)
Ugarci – wieś w Bośni i Hercegowinie, w Federacji Bośni i Hercegowiny, w kantonie dziesiątym, w gminie Bosansko Grahovo. W 2013 roku liczyła 183 mieszkańców, z czego większość stanowili Serbowie.